# 4511-es mellékút (Magyarország)
A 4511-es számú mellékút egy közel 22 kilométer hosszú, négy számjegyű mellékút Jász-Nagykun-Szolnok és Bács-Kiskun vármegyék határvidékén; a 44-es főút tiszaugi közúti Tisza-hídjával és Kunszentmártonnal köti össze a két végpontja között elhelyezkedő, de a főúttól néhány kilométerrel délebbre fekvő településeket. Mindkét végén a 44-es úthoz csatlakozik.

## Nyomvonala
A 44-es főútból ágazik ki, annak 32+700-as kilométerszelvénye közelében, a Bács-Kiskun vármegye Tiszakécskei járásához tartozó Tiszaug külterületén, nem messze a tiszaugi közúti Tisza-híd bal parti hídfőjétől. Dél felé indul, majd pár lépés után keresztezi a MÁV 146-os számú Kiskunfélegyháza–Kunszentmárton-vasútvonalának vágányait, kevéssel a Tiszaug-Tiszahídfő megállóhely térségének keleti végétől. Utána egy időre nyugati irányba fordul, de csak addig halad így, amíg el nem éri Tiszaug belterületének északi szélét: ott újra délebbi irányt vesz és Békás sor néven halad tovább.
Nagyjából 900 méter után teljesen belterületre ér, ott egy iránytörést követően Vörösmarty Mihály út lesz a neve, egy újabb irányváltás után pedig, a falu központjában a Rákóczi Ferenc út nevet veszi fel. Egy szakaszán a Tiszaugi Holt-Tisza partján húzódik, majd 2,7 kilométer után egy elágazáshoz ér: északkelet felől, a 44-es főút tiszakürti szakasza felől a 45 111-es számú mellékút torkollik bele – ezen érhető el a vasút Tiszaug megállóhelye is –, az út pedig délnek folytatódik. Kevéssel ezután elhagyja Tiszaug utolsó házait, és még a 3,5 kilométeres táv elérése előtt kilép a területéről is.
Innen Jász-Nagykun-Szolnok vármegye Kunszentmártoni járásában folytatódik tovább, ezen belül is Tiszasas település határában. A község lakott területét 5,2 kilométer után éri el, ott több kisebb-nagyobb irányváltásától függetlenül végig Fő út a neve. 6,4 kilométer után egy elágazáshoz ér, ott lép ki belőle a 45 311-es út (Szőlőhegyi utca), amely avasút Tiszasas megállóhelyét szolgálja ki. A 4511-es még nagyjából egy kilométeren át kanyarog a község házai között, majd a 7+400-as kilométerszelvénye közelében, immár kelet felé húzódva kilép a belterületről.
8,5 kilométer után lépi át Csépa határát, a település legnyugatibb házait 9,3 kilométer után éri el, ahol a Béke utca nevet kapja. A központban, 10,6 kilométer után egy kereszteződéshez ér: északról a 4514-es út torkollik bele, Tiszakürt központja felől, dél felé pedig a 4513-as út indul, Csongrád irányába. A Béke utca nevet a 4511-es ezután is megőrzi, egészen a lakott terület keleti széléig, amit 12,5 kilométer után ér el. Onnan már nem is sokat húzódik csépai területen, alig 200 méterrel arrébb átlépi a község határát.

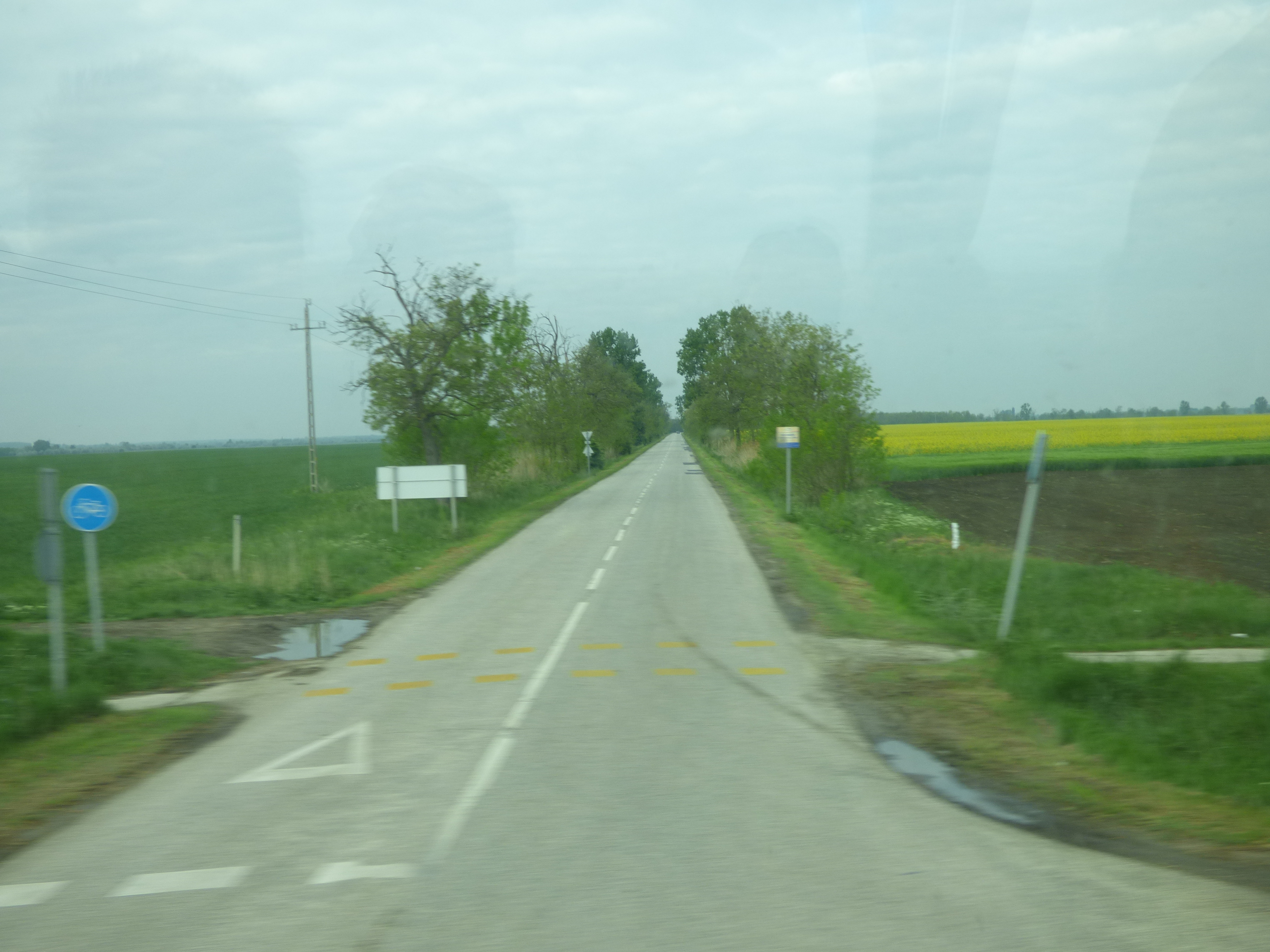
A 4511-es út betorkollása a 44-es főútba Szelevény felől

13,2 kilométer teljesítése után, már Szelevény területén újra keresztezi a vasút vágányait, nyílt vonali szakaszon, majd 15,3 kilométer után egy elágazáshoz ér. Dél felé a 45 112-es út indul ki belőle – ez vezet a lakott területei vonatkozásában zsáktelepülésnek tekinthető Szelevény központjába –, a 4511-es út pedig északnak fordulva folytatódik. Alig fél kilométerrel arrébb eléri Cserkeszőlő déli határszélét, és azt kísérve újból kelet-északkeleti, kicsivel arrébb pedig északkeleti irányt vesz. 19,4 kilométer után tér vissza ismét teljesen szelevényi területre, újból kelet felé fordulva. Legutolsó méterein belép Kunszentmárton területére és ott ér véget, a 44-es főútba becsatlakozva, annak 47+800-as kilométerszelvényénél.
Teljes hossza, az országos közutak térképes nyilvántartását szolgáló kira.gov.hu adatbázisa szerint 21,766 kilométer.

## Települések az út mentén
- Tiszaug
- Tiszasas
- Csépa
- Szelevény
- (Cserkeszőlő)
- (Kunszentmárton)